# Mesocapromys nanus
Mesocapromys nanus är en däggdjursart som först beskrevs av Glover Morrill Allen 1917.  Mesocapromys nanus ingår i släktet Mesocapromys och familjen bäverråttor. IUCN kategoriserar arten globalt som akut hotad. Inga underarter finns listade i Catalogue of Life.
Arten förekommer endemisk i en mindre region i Kuba. Den hittades i mangroveträsk. Den senaste observationen gjordes för cirka 70 år sedan. IUCN kan inte utesluta att Mesocapromys nanus är utdöd. På Isla de la Juventud finns arten antagligen inte kvar.